# I Miss You (filme)
I Miss You é um filme brasileiro de 2015 de curtíssima-metragem criado pelo ator e diretor Paulo Leão.
De carreira internacional, I Miss You foi premiado no IOFF International Open Film Festival USA, além de ter recebido indicações em outros Festivais.

## Sinopse
Através de imagens sugestivas e com o apoio da música de Snow Flake, o filme I Miss You discorre de forma poética sobre o tema 'saudade'.

## Lançamento
O filme estreou em 2015 na Russia, participando da 'Seleção Oficial' do Russian Film Festival.

## Festivais e países
Seleções oficiais:
- Russian Film Festival - 2015 - Rússia
- One Minute Festival - 2015 - Online
- Barcelona Planet Film Festival - 2015 - Espanha
- Miniature Film Festival Vermont - 2016 - Canada
- All Lights India International Film Festival - 2016 - India
- TIF Video Challenge - 2016 - Chipre
- Ekurhuleni International Film Festival - 2016 - África do Sul
- International Open Film Festival - 2016 - India
- Allucinema Fest Puebla - 2016 - Mexico
- IndustryBOOST Competition - 2016 - EUA
- Sony Kando Video Los Angeles - 2018 - EUA

## Prêmios, indicações e destaques
| Ano  | Prêmio                                    | Categoria         | Posição       | Resultado | Ref         |
| ---- | ----------------------------------------- | ----------------- | ------------- | --------- | ----------- |
| 2016 | International Open Film Festival 2016     | Melhor Filme      | Semifinalista | -         | [ 2 ]       |
| 2016 | IOFF International Open Film Festival USA | Achievement Award | Finalista     | Venceu    | [ 4 ] [ 5 ] |
| 2016 | Allucinema FestPuebla Mexico              | Melhor Filme      | Semifinalista | -         | [ 2 ]       |
| 2016 | IndustryBOOST Competition United States   | Melhor Filme      | Finalista     | Indicado  | [ 2 ]       |